# Verordnung zur Begrenzung der Emissionen flüchtiger organischer Verbindungen beim Umfüllen und Lagern von Ottokraftstoffen, Kraftstoffgemischen oder Rohbenzin
Die Verordnung zur Begrenzung der Emissionen flüchtiger organischer Verbindungen beim Umfüllen und Lagern von Ottokraftstoffen, Kraftstoffgemischen oder Rohbenzin (20. BImSchV) beschäftigt sich mit Anlagen zur Lagerung, Umfüllung und Beförderung von Ottokraftstoffen.
Große praktische Bedeutung hat sie
- bei Anlagen, in denen Ottokraftstoffe gelagert werden (Tanklager),
- bei der Umfüllung dieser Kraftstoffe von einem Tanklager in Straßentankfahrzeuge, Eisenbahnkesselwagen oder Binnenschiffe
- und bei der Befüllung von Tankstellen mit Ottokraftstoffen.

Bei diesen Vorgängen entstehen durch Verdunstung erhebliche Emissionen an flüchtigen organischen Verbindungen (Abk.: VOC). Wesentliches Ziel dieser Verordnung ist es diese Emissionen zu reduzieren. Dies wird vor allem durch die Verpflichtung zur Verwendung von Gaspendelsystemen erreicht.
Diese Verordnung beschäftigt sich nicht mit dem eigentlichen Betanken von Kraftfahrzeugen an Tankstellen; hier gilt die 21. BImSchV.